# 安藤寛長
安藤 寛長（あんどう ひろなが）は、紀伊田辺藩の第10代藩主。永井直期の五男。

## 略伝
延享4年（1747年）生まれ。先代当主・次由の養子となり、明和2年（1765年）5月8日に養父が死去したため、同年6月24日に跡を継いだ。
明和8年（1771年）3月12日に25歳で死去し、跡を養子の次猷が継いだ。